# 蘇欣多爾角

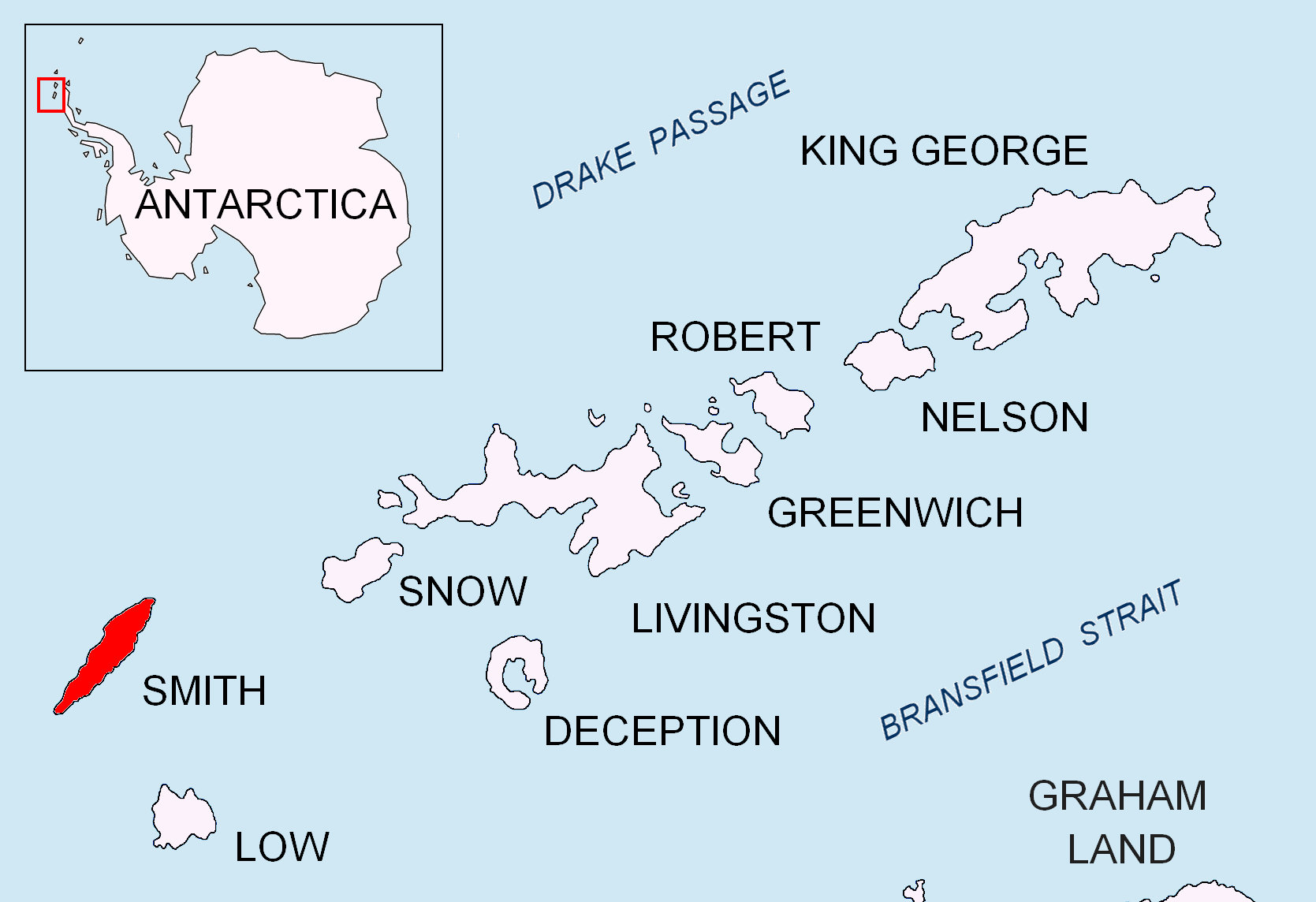

蘇欣多爾角是南極洲的海岬，位於南設得蘭群島的史密斯島東南岸，處於詹姆士角東北面3.54公里、杜普尼察角西南面4.3公里，以保加利亞北部城鎮命名。
63°05′12″S 62°39′02″W / 63.08667°S 62.65056°W

## 外部連結
- SCAR Composite Antarctic Gazetteer（页面存档备份，存于）